# L'Or sauvage

L'Or sauvage est une série documentaire de Paul Terrel réalisée en 2004. Elle comporte six épisodes de 26 minutes et traite d'animaux menacés dont on extrait des produits de luxe.

## Épisodes
- L'Esturgeon, poisson roi : le caviar.
- Le Corail, les joyaux de la mer : la joaillerie.
- Le Crocodile, le cuir de marais : la maroquinerie.
- La Vigogne, l'or des Andes :le textile.
- Le Chevrotin porte-musc, l'essence mythique : la parfumerie.
- Le Papillon pour l'art décoratif : jardin à papillons, commerce divers.